# Compagnie du chemin de fer de Paris à Orléans
Pour les articles homonymes, voir Paris-Orléans.
La Compagnie du chemin de fer de Paris à Orléans (PO) est l'une des cinq grandes compagnies privées de chemin de fer dont les réseaux ont fusionné le 1er janvier 1938 avec ceux des administrations des chemins de fer de l'État et d'Alsace et Lorraine pour constituer la SNCF. En 1934, cette compagnie a formé avec la Compagnie des chemins de fer du Midi et du Canal latéral à la Garonne une communauté d'intérêt financier, commercial et technique pour l'exploitation commune de leurs réseaux respectifs. Elle desservait l'ensemble du sud-ouest de la France avec pour tête de réseau à Paris la gare d'Austerlitz (et, dans la première partie du XXe siècle, la gare d'Orsay). Elle exploitait avant la création de la SNCF un réseau de plus de 11 700 km.

## Histoire
La loi du 7 juillet 1838 concède la ligne de Paris à Orléans et embranchements à Casimir Leconte et compagnie. Les statuts de la compagnie sont élaborés le 11 août 1838, approuvés ensuite par l'ordonnance royale du 13 août : la compagnie est créée le 13 août 1838 avec un capital de 40 millions de francs. Elle a pour siège social d'origine le 11 rue de la Chaussée-d'Antin dans l'actuel 9e arrondissement à Paris. Mais les bureaux de l'administration sont rapidement transférés dans l'actuel 13e arrondissement, au 7 boulevard de l'Hôpital, puis dans ses locaux définitifs de la place Valhubert. Le conseil d'administration quant à lui reste dans le 9e arrondissement, mais est transféré dans l'hôtel de Vatry acquis en 1861 au 8 rue de Londres.
Le premier président du conseil d'administration en est François Bartholony.
En 1841, l'organigramme de la compagnie cite : Casimir Leconte, directeur général ; Banès, directeur, Jullien, ingénieur en chef ; Clarke, ingénieur chargé du matériel ; Delerue et Thoyot, ingénieurs ordinaires.
La première mise en exploitation de la ligne date du 20 septembre 1840, mais elle ne dessert alors que Corbeil via Juvisy. La ville d'Orléans n'est atteinte que le 2 mai 1843.

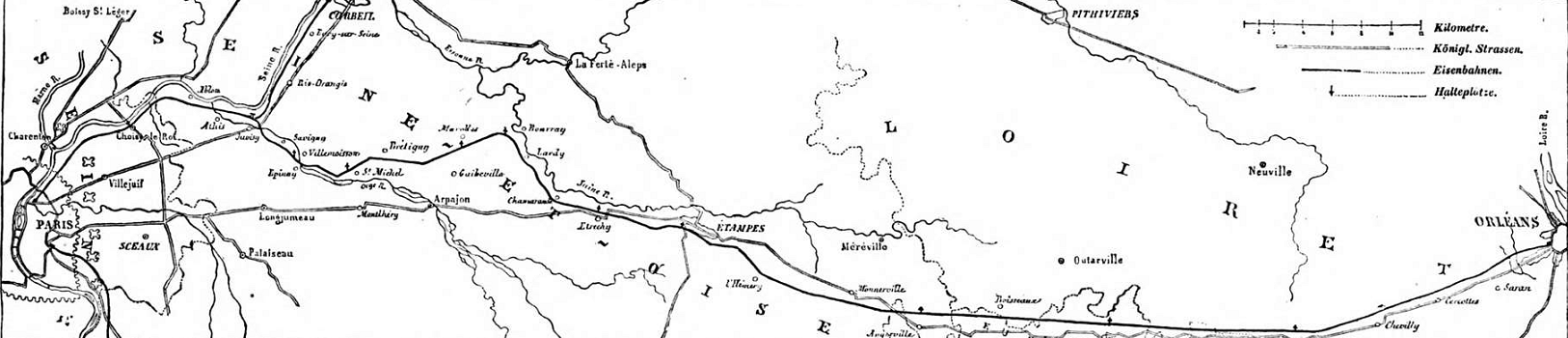
Carte du chemin de fer de Paris à Orléans en 1843.

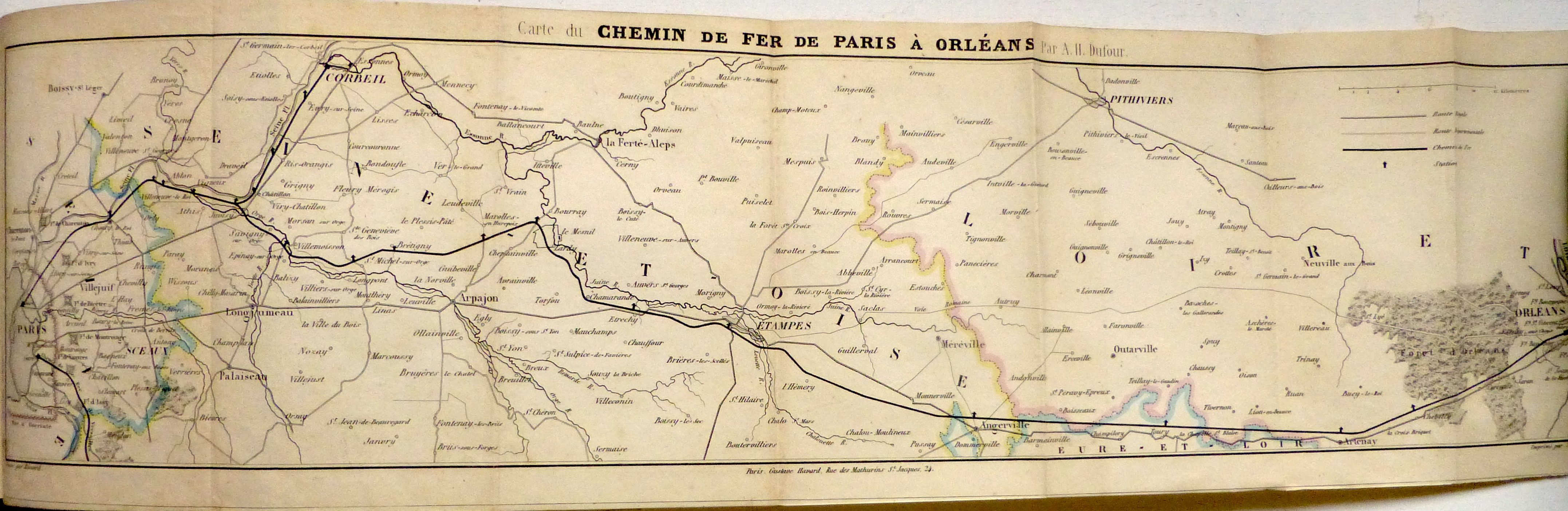
Carte extraite du « Chemin de fer de Paris à Orléans » (par E. Tavard, édité en 1843 chez Gervais, libraire-éditeur).

Elle fait partie des cinq sociétés mises sous séquestre par l'État lors du krach de 1847, avec la Compagnie du chemin de fer de Bordeaux à La Teste le 30 octobre 1848, la Compagnie du chemin de fer de Marseille à Avignon le 21 novembre, et la Compagnie de Paris à Sceaux le 29 décembre. La Compagnie du chemin de fer de Paris à Lyon, quant à elle, est nationalisée en 1848. Elle est ensuite rachetée par la banque de James de Rothschild.
Le 27 mars 1852 est signé le décret approuvant la fusion des Compagnies de chemin de fer du Centre, d'Orléans à Bordeaux et de Tours à Nantes dans la Compagnie du chemin de fer de Paris à Orléans. Par rachat et concessions, la compagnie met en service Paris-Bordeaux en 1853 puis Paris-Clermont-Ferrand via Bourges en 1855. En 1857, elle absorbe la compagnie du Grand Central, qui lui apporte nombre de lignes du sud-ouest et du Massif central, et la compagnie gérant la ligne Paris-Sceaux-Orsay.
Au point de vue technique, la compagnie du PO s'est signalée par ses nombreuses évolutions et améliorations de machines, principalement dans un objectif d'économies. Parmi les ingénieurs célèbres de la compagnie, on trouve Camille Polonceau, François Tamisier, Victor Forquenot, Ernest Polonceau (neveu du premier) et André Chapelon.
Le PO est également un des réseaux pionniers de l'électrification avec le Midi. La section entre la gare de Paris-Austerlitz et celle d'Orsay fut inaugurée le 28 mai 1900. Cette électrification était réalisée au moyen d'un troisième rail latéral alimenté en 600 volts continu. Les travaux furent réalisés par l'entrepreneur Léon Chagnaud.
Le premier grand projet français d'électrification en 1 500 volts continu concerna la ligne Paris-Vierzon, qui fut réalisé à partir d'un projet de l'ingénieur Hippolyte Parodi.
En octobre 1919, la compagnie met en chantier sa gare frigorifique de Paris-Ivry qui est achevée en avril 1921.
À partir des années 1920, la Compagnie des chemins de fer du Midi et du Canal latéral à la Garonne et la Compagnie du chemin de fer de Paris à Orléans envisagent de fusionner. Toutefois, les pouvoirs publics y sont réticents. L'État fini par consentir à la création d'une communauté d'intérêt financier, commercial et technique et la mise en œuvre d'une fusion étendue des exploitations. Les deux compagnies signent un traité en ce sens le 16 juin 1933. Ce traité est approuvé par l'article 8 de l'avenant signé le 6 juillet 1933 à la convention de 1921 entre l'État et les grands réseaux. Cet avenant est lui-même approuvé par une loi le 8 juillet suivant. Les deux compagnies continuent d'exister, mais elles mettent en commun leurs moyens pour l'exploitation de leurs réseaux.

Carte du réseau de la compagnie en 1937, juste avant la création de la SNCF.

Après la création de la Société nationale des chemins de fer français, qui a repris l'ensemble de son réseau ferroviaire, la compagnie s'est recentrée sur les activités financières. Rebaptisée Paris Orléans, elle devient la holding de la banque Rothschild & Co et conserve ce nom jusqu'en 2015

## Lignes

### Lignes créées
- Ligne de Paris-Austerlitz à Bordeaux-Saint-Jean ;
- Ligne des Aubrais - Orléans à Montauban-Ville-Bourbon ;
- Ligne de Rouen à Orléans ;
- Ligne de Brétigny à La Membrolle-sur-Choisille ;
- Ligne de Savenay à Landerneau (embranchements : Questembert - Ploërmel[13], Auray - Napoléonville[14], Auray - Quiberon[15]) ; concession abandonnée en 1934 au profit du réseau de l'État ;
- Ligne de Blois à Saint-Aignan-sur-Cher[16] (voie métrique) ;
- Ligne de Saint-Benoît à La Rochelle-Ville (embranchements : Aigrefeuille - Rochefort) ;
- Prolongement de la ligne de Tours à Nantes jusqu'à Saint-Nazaire[17] ;
- Ligne d'Arvant à Aurillac.

### Lignes exploitées après rachat
- Ligne de Sceaux par rachat en 1857 de la ligne de la Compagnie de Paris à Sceaux et prolongement d'Orsay à Limours ;
- Ligne de Clermont-Ferrand à Arvant par rachat en 1857 de la Compagnie du chemin de fer Grand-Central de France.

## Matériel roulant

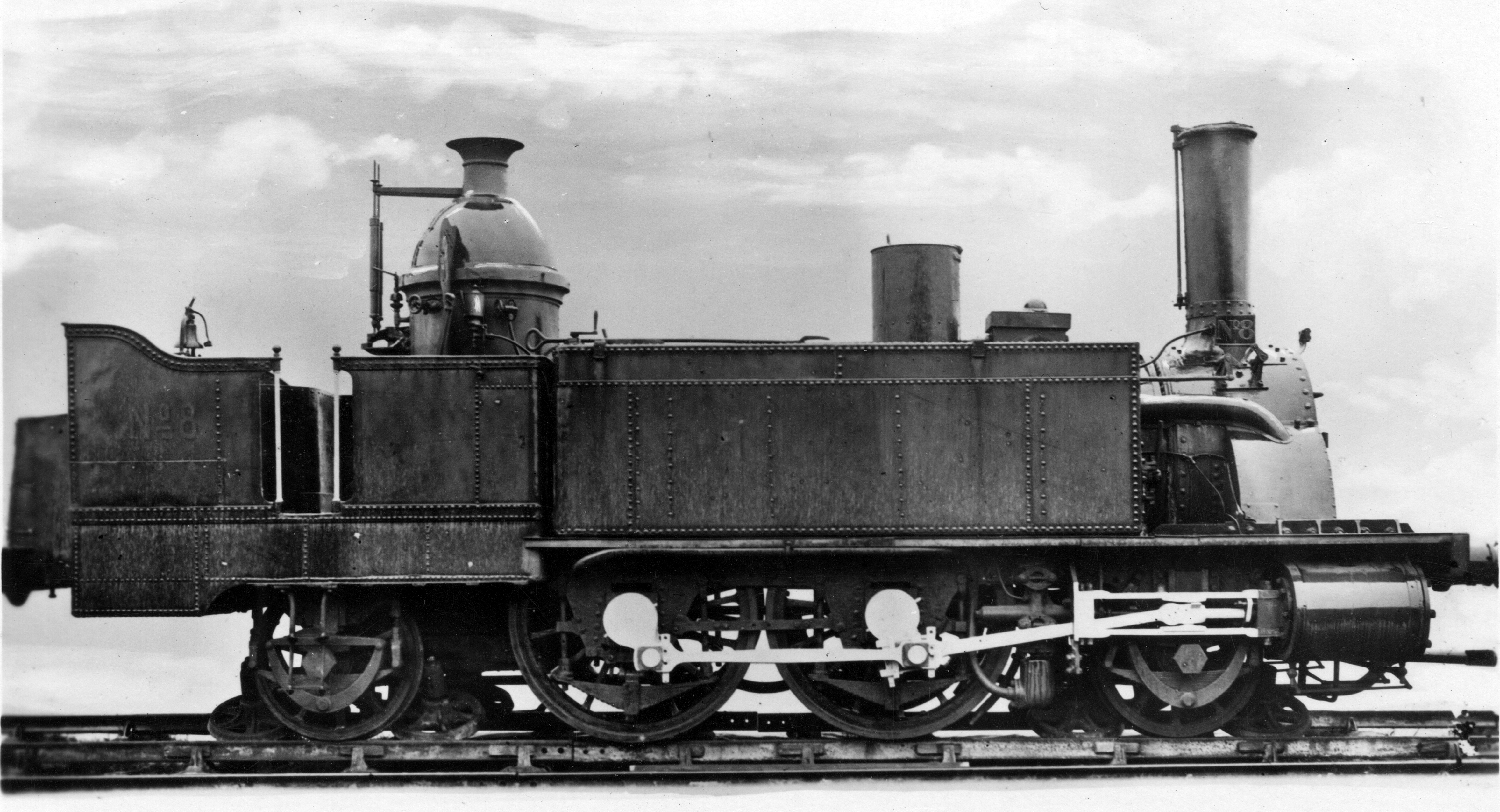
Locomotive Anjubault no 8 PO.

### Sur la ligne de Sceaux
- Locomotive Anjubault, mise en service en 1855 par la Compagnie du chemin de fer de Paris à Orsay, pour voie large de 1,675 m de la ligne de Sceaux, modifiée en 1867 et devenue la no 8 PO[18]

### Sur la ligne Paris-Bordeaux

#### Locomotives à vapeur
- au début, de 1850 à 1900 :
  - d'abord des machines importées, type 111, système William Buddicom, qui atteignaient les 50 km/h ;
  - puis des locomotives type 030, de construction Polonceau (qui, en version train de voyageurs à roues motrices de 2 m de diamètre, atteignaient 100 km/h) et des locomotives type 120, de conception Forquenot ;

- de 1900 à l'électrification (création de la SNCF en 1938) : type 221 « Atlantic » et type 231 « Pacific ».

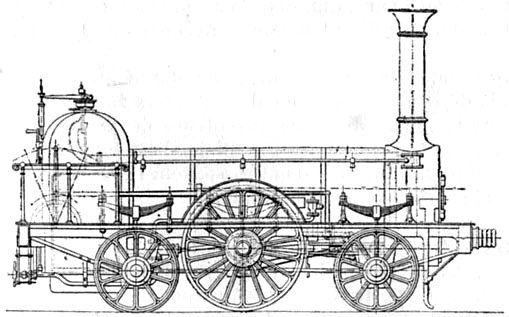
Stephenson 111 PO, 1843.
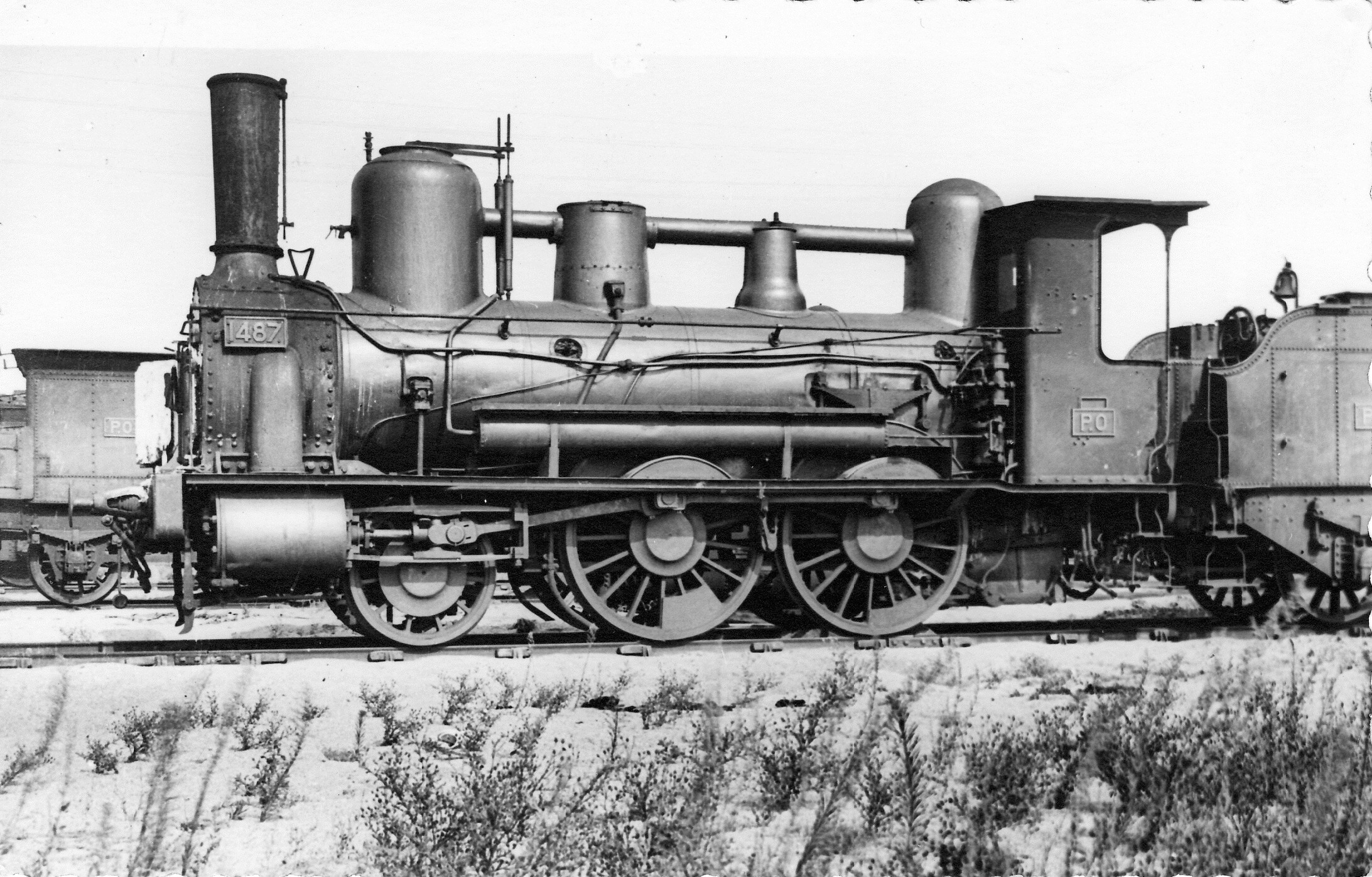
120 (ex-Grand Central) PO n° 1487.
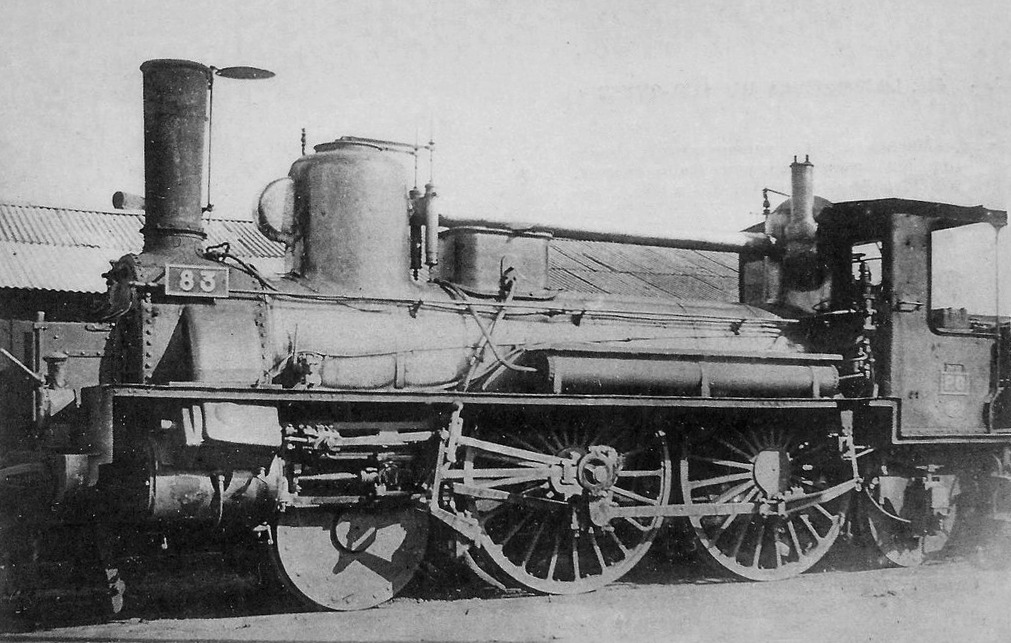
121 (série 77 à 86) PO n° 083 pour trains express, construite en 1894 par SACM à Belfort.

#### Locomotives et trains automoteurs électriques
- Lors de la création de la ligne Paris-Austerlitz - Paris-Quai-d'Orsay en 1900 : fourgons automoteurs électriques à bogies E9 à E13, utilisés jusqu'à Juvisy lors de l'électrification de 1904, retirés du service en 1924 ;
- de 1904 à 1926 : automoteurs voyageurs électriques Ae 1 à 7, utilisés entre Paris et Juvisy et entre Paris, Choisy-Le-Roi et Orly ;
- puis, lors de la fusion entre la compagnie du PO et celle du midi en 1934 : BB Midi, BB 1-80, E 4000-4500, E 4100-4600 et E 4200-4700.

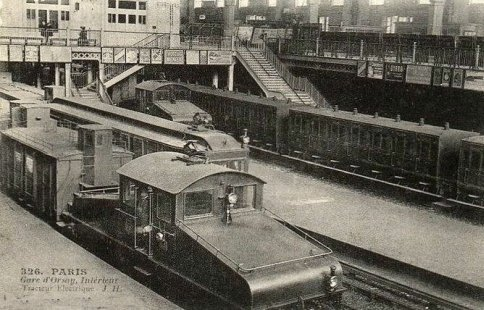
PO E0 (future BB 1280) « boîte-à-sel », en gare d'Orsay.
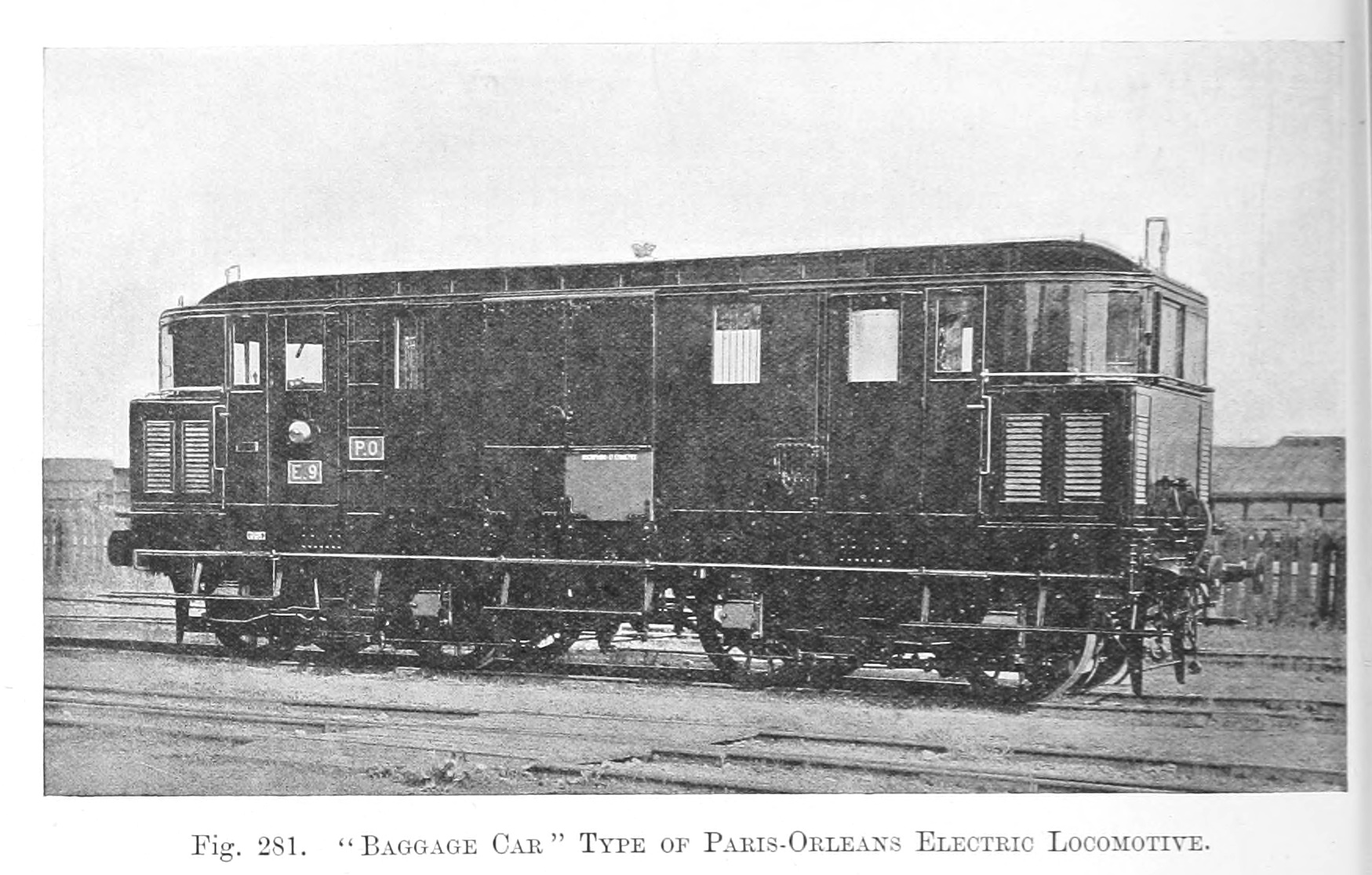
Fourgon automoteur E9 PO.
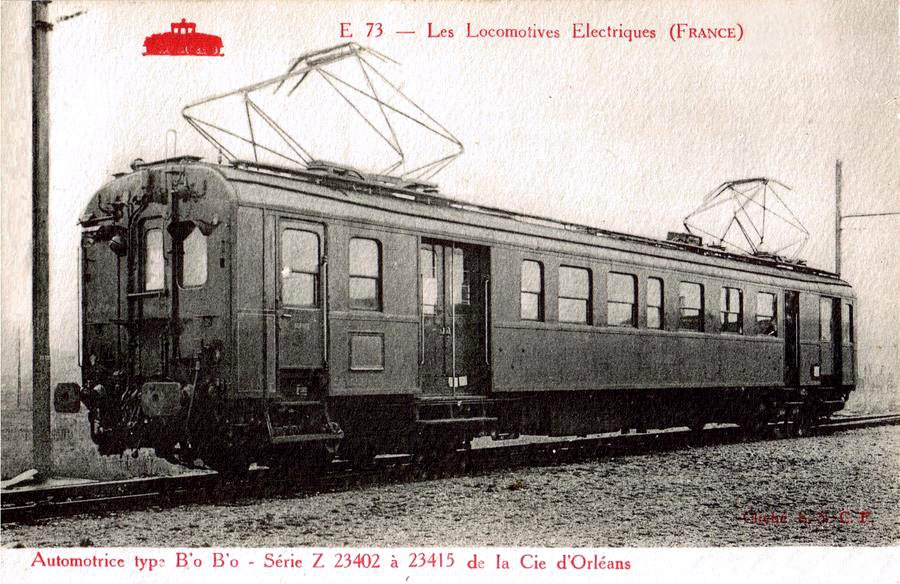
Automotrice PO Z 23402-415, future SNCF Z 4401-15, vers 1936.

## Coopération avec l'Armée
L'historique et l'utilisation du chemin de fer militaire en France font l'objet d'un article détaillé : Chemin de fer militaire (France).
En France, l'organisation des transports ferroviaires en temps de guerre était sous la responsabilité conjointe du ministère des transports et du Ministère de la guerre qui mettait également ses moyens, dont le 5e régiment du génie, à la disposition du ministère des transports. Ces dispositions mises en place sous le Second Empire tendaient à unifier les conditions de transport. En mai 1887, l’exploitation de la ligne de Chartres à Orléans est confiée à un détachement permanent de sapeurs des chemins de fer pour parfaire l’instruction des cadres et sapeurs en matière d’exploitation de ligne et de traction.
Après sa création en 1889, le 5e régiment du génie hérite du P.O l’exploitation de la ligne de Chartres à Orléans. La Compagnie du Chemin de fer de Paris à Orléans conserve la gestion des gares de Chartres, Orléans et Voves. Seules la gare de Patay et cinq autres stations sont mises à la disposition des militaires qui doivent permettre aux cadres subalternes de pratiquer un service complet. Tout y était militaire, du guichetier au chef de gare, du chauffeur de locomotive aux agents d'exploitation. Deux raisons à cela ; la nécessité pour du personnel du 5e de pouvoir rouler en métropole et l'intérêt des Sociétés privées chargées de la mise en œuvre d'un réseau ferré de pouvoir disposer de personnel qualifié dans les colonies françaises. Deux postes de bifurcation offrent la possibilité de former des aiguilleurs. Un trafic de dix trains permet la formation d’un nombre suffisant d’agents : les militaires prennent en charge le mouvement des trains, le service à grande vitesse et éventuellement la conduite sous réserve d’avoir suivi un stage au dépôt de Chartres.
Pour organiser ses transports et les constructions et exploitations de lignes militaires, le ministère de la Guerre avait une direction dénommée Direction des Chemins de fer de Campagne (D.C.F.C.). Le personnel des sections techniques d'ouvriers de Chemins de fer de Campagne était recruté parmi le personnel des réseaux, parmi les ingénieurs, employés et ouvriers au service des grandes compagnies et du réseau de l'État. Ces agents, soit volontaires, soit assujettis au service militaire par la loi de recrutement, étaient répartis en dix sections : 

## Personnalités de la compagnie PO

### Dirigeants
- Casimir Leconte (1796-1867), concessionnaire de la ligne, directeur général de la compagnie.
- François Bartholoni (1796-1881), président du conseil d'administration de la compagnie.
- Amédée Marc (1802-1870), secrétaire général et administrateur délégué de la compagnie.

### Architectes
- François-Alexis Cendrier (1803-1893), architecte de gares de la compagnie.
- Louis Brachet (1877-1968), architecte de la compagnie.

### Ingénieurs
- Charles Didion (1803-1882), ingénieur, directeur du PO de 1852 à 1863.
- Camille Polonceau (1813-1859), ingénieur en chef du matériel et de la traction.
- Louis Le Chatelier (1815-1873), ingénieur, chef d'exploitation.
- Victor Forquenot de La Fortelle (1817-1885), ingénieur en chef du matériel et de la traction en 1859.
- François Hippolyte Désiré Mantion (1825-1897), ingénieur, directeur de la compagnie.
- Gustave Ernest Polonceau[20] (1832-1900), ingénieur en chef du matériel et de la traction en 1885.
- Maurice Lacoin (1877-1963), ingénieur et adjoint au directeur de la compagnie en 1905.
- André Chapelon (1892-1978), ingénieur embauché en 1925.

### Actionnaire de référence
- James de Rothschild (1792-1868), banquier

### Cheminot
- Léon Bronchart (1896-1986), cheminot et résistant, a fait toute sa carrière au PO.